# Diaprysius ducailari
Espèce
Diaprysius ducailari est une espèce de coléoptères de la famille des Leiodidae.

## Description
Cette espèce mesure entre 2,8 et 3 millimètres de longueur. Elle présente des antennes très grêles, c'est-à-dire très fines, qui atteignent le cinquième apical des élytres. Le huitième article antennaire est presque aussi long que le neuvième, tandis que le dernier article est plus court que le précédent.
Son pronotum est plus court que chez les espèces voisines Diaprysius sicardi et Diaprysius andreae, est très transverse (plus de 1,35 fois plus large que long), avec les côtés nettement sinués en arrière. Il est plus large à sa base qu’en son tiers antérieur et possède des angles postérieurs vifs, légèrement aigus et saillants en dehors. Les côtés du pronotum sont nettement sinués en arrière.
Les élytres sont étroits chez les mâles, mais très renflés chez les femelles, bien plus que chez Diaprysius sicardi et Diaprysius andreae, tandis que la ponctuation élytrale est fine et serrée. Une strie suturale est apparente, uniquement dans la moitié postérieure des élytres.
La carène mésosternale est très basse et très courte et les pattes sont longues et fines, avec des tarses antérieurs très peu dilatés chez les mâles.
Le genitalia des mâles est proche de celui de Diaprysius sicardi, mais le lobe médian est plus faiblement coudé en vue de profil et les styles, ou cerques, présentent une grande soie externe supplémentaire.

## Distribution
Diaprysius ducailari est endémique d'une unique cavité, l'Aven du Pas de Madame, situé sur la rive gauche de l'Hérault, sur la commune de Sumène, dans le département du Gard. Il se rencontre à partir de 80 mètres de profondeur, dans la première salle de l'aven.
La distribution du genre est discontinue et avec Diaprysius sicardi, Diaprysius ducailari est l'espèce la plus méridionale de son genre. Elle est aussi considérée comme la plus rare, sa zone de répartition étant très restreinte.

## Systématique
Le nom scientifique complet (avec auteur) de ce taxon est Diaprysius ducailari Jeannel, 1947.

## Status
L'espèce ne bénéficie d'aucun statut de protection règlementaire.